# 785

## Esdeveniments
- La ciutat de Girona, fins llavors en poder sarraí, s'entrega voluntàriament als carolingis. Ho fa juntament amb Besalú, Vallespir, Peralada i Empúries.
- El bisbat de Girona s'incorpora a l'arquebisbat de Narbona.
- Es crea el comtat de Girona i Rostany n'esdevé el primer comte.
- Es crea el comtat d'Urgell, arran de la conquesta pels francs als àrabs. Aquesta conquesta s'esdevingué entre els anys 785 i 790.
- Això representa la formació de la Marca Hispànica.[cal citació]
- Ludger, missioner educat a Utrecht, va al país de Groningen a completar l'evangelització dels frisis iniciada per Willibrord d'Utrecht i Bonifaci de Fulda.[1]